# أوليفر غوستافسون
أوليفر غوستافسون (15 مايو 1993 بالسويد - ) هو لاعب كرة قدم سويدي في مركز حراسة المرمى. لعب مع غايس غوتنبرغ ونادي غوتبورغ وTorslanda IK ‏.

## وصلات خارجية
- أوليفر غوستافسون على موقع اتحاد السويد (السويدية)
- أوليفر غوستافسون على موقع قاعدة بيانات كرة القدم.إي يو (الإنجليزية)
- أوليفر غوستافسون على موقع Soccerway.com (الإنجليزية)